# The Cambridge History of Later Medieval Philosophy
The Cambridge History of Later Medieval Philosophy (plným názvem The Cambridge History of Later Medieval Philosophy: From the Rediscovery of Aristotle to the Disintegration of Scholasticism, 1100-1600; v odborné literatuře často citovaná pod zkratkou CHLMP) je anglicky psaná publikace o dějinách středověké filosofie. Jejími hlavními editory jsou Norman Kretzmann (Cornell University, Ithaca, NY), Anthony Kenny (tehdy Balliol College, University of Oxford) a Jan Pinborg (Kodaňská univerzita); na novějších vydáních se podílela také Eleonore Stump. Kniha vydalo nakladatelství Cambridge University Press poprvé v r. 1982; kniha posléze vyšla v mnoha dalších nezměněných vydáních.

## Obsah knihy
Tuto více než tisícistránkovou knihu tvoří 46 samostatných studií předních odborníků na daná témata, dále část s biogramy mnoha středověkých myslitelů a velice obsáhlá, skoro stostránková bibliografie primární i sekundární lietartury.
Studie jsou rozděleny do 11 tematických celků a postupně jsou tedy probrána rozličná témata týkající se středověké filosofické literatury, postavení Aristotela a jeho spisů ve středověku, středověké logiky, metafyziky a epistemologie, přírodní filosofie, středověké filosofie mysli, etiky a politiky. Závěrečná část je pak věnována dalšímu vývoji středověké filosofie až k období tzv. druhé scholastiky.
Většina přispěvatelů patří do okruhu anglosaské filosofie analytické orientace; není tedy divu, že velký prostor je věnován středověké logice - jeden oddíl je věnován rané středověké logice do Abélarda (tj. tzv. logica vetus), další dva oddíly reflektují velký rozvoj logiky, k němuž došlo během období zvaného logica modernorum, při čemž jedna část je věnována sémantickým teoriím (zvláště proprietates terminorum, supozice, insolubilia a modistická spekulativní gramatika), druhá tématům toho, co dnes chápeme jako výrokovou logiku (probírají se zde tedy topiky, consequentiae, obligationes, středověká modální logika a logika tzv. budoucích nahodilých událostí.

## Hodnocení a ohlas
Dobová recenze Williama Courtenaye, která vyšla v r. 1985 v časopise Speculum byla velmi příznivá a dobře zachycovala nadšení v akademických kruzích, které kniha v 80. letech vyvolala. Od dřívějších publikací se jasně odlišovala novým přístupem ke středověké filosofii, kterým si patrně můžeme vysvětlit velkou oblibu, kterou kniha (nejen) v anglosaském světě dodnes má.
Tento nový přístup spočívá v tom, že kniha nepostupuje tradičním, víceméně chronologickým probráním obvyklých témat středověké filosofie ("opětovné objevení Aristotela, vzestup scholastiky ve 12. stol., křesťanský aristotelismus, Bonaventura, Tomáš Akvinský, Jindřich z Gentu, Jan Duns Scotus, Vilém Ockham"), ale naopak volí tematický přístup, při čemž i výběr témat se odklání od tradičních ("ontologie, metafyzika, přirozená theologie, vztah víry a rozumu, jsoucno a esence, existence Boha, kauzalita" ) a přináší nová témata pro výzkum středověké filosofie (kterými jsou např. "lingvistická logika, epistemologie, přírodní filosofie a přidružená témata" ). Jelikož tato témata se rozvíjela nejvíce ve 14. století, je relativně velký prostor věnován autorům této doby.
Drobné nedostatky tohoto přístupu lze spatřovat v tom, že v knize není věnováno příliš mnoho místa středověké theologii ("navzdory zaměření [knihy] na dobu, ve které theologie, filosofie a věda byly úzce provázány" ) a prakticky se v ní také mlčí o "platonismu 12. století, sporu o věčnost světa nebo o rozvoji představy o absolutní a řádné moci, které se stalo analytickým nástrojem pro středověkou filosofii stejně jako pro theologii").
Kniha se stala klasickou příručkou pro středověkou filosofii; v r. 2010 však vyšly v nakladatelství Cambridge University Press nové dvousvazkové dějiny středověké filosofie, které mají podobný název - The Cambridge History of Medieval Philosophy.

## Seznam přispěvatelů a jejich příspěvků
Do knihy přispěli těmito studiemi následující badatelé (řazeno podle pořadí jejich studií v knize):
- Norman Kretzmann - Introduction; 11. Syncategoremata, exponibilia, sophismata
- Anthony Kenny - 1. Medieval philosophical literature (spolu s Janem Pinborgem)
- Jan Pinborg - 1. Medieval philosophical literature (spolu s Anthonym Kennym); 13. Speculative grammar
- Bernard G. Dod - 2. Aristotle latinus
- C. H. Lohr - 3. The medieval interpretation of Aristotle
- Sten Ebbesen - 4. Ancient scholastic logic as the source of medieval scholastic logic
- D. P. Henry - 5. Predicables and categories
- Martin M. Tweedale - 6. Abelard and the culmination of the old logic
- L. M. De Rijk - 7. The origins of the theory of the properties of terms
- Alain De Libera - 8. The Oxford and Paris traditions in logic
- Paul Vincent Spade - 9. The semantics of terms; 12. Insolubilia; 16. Obligations B. Developments in the fourteenth century
- Gabriel Nuchelmans - 10. The semantics of propositions
- Eleonore Stump - 14. Topics: their development and absorption into consequences; 16. Obligations A. From the beginning to the early fourteenth century
- Ivan Boh - 15. Consequences
- Simo Knuuttila - 17. Modal logic
- Calvin Normore - 18. Future contingents
- John F. Wippel - 19. Essence and existence
- Marilyn McCord Adams - 20. Universals in the early fourteenth century
- Joseph Owens - 21. Faith, ideas, illuminations and experience
- John F. Boiler - 22. Intuitive and abstractive cognition
- Christian Knudsen - 23. Intentions and impositions
- Eileen Serene - 24. Demonstrative science
- James A. Weisheipl - 25. The interpretation of Aristotle's Physics and the science of motion
- Edward Grant - 26. The effect of the condemnation of 1277
- Edith Dudley Sylla - 27. The Oxford calculators
- John E. Murdoch - 28. Infinity and continuity
- Z. Kuksewicz - 29. The potential and the agent intellect; 31. Criticisms of Aristotelian psychology and the Augustinian-Aristotelian synthesis
- Edward P. Mahoney - 30. Sense, intellect, and imagination in Albert, Thomas, and Siger
- J. B. Korolec - 32. Free will and free choice
- Alan Donagan - 33. Thomas Aquinas on human action
- Georg Wieland - 34. The reception and interpretation of Aristotle's Ethics; 35. Happiness: the perfection of man
- Timothy C. Potts - 36. Conscience
- D. E. Luscombe - 37. Natural morality and natural law; 40. The state of nature and the orign of the state
- Jean Dunbabin - 38. The reception and interpretation of Aristotle's Politics
- A. S. McGrade - 39. Rights, natural rights, and the philosophy of law
- Jonathan Barnes - 41. The just war
- E. J. Ashworth - 42. The eclipse of medieval logic
- Lisa Jardine - 43. Humanism and the teaching of logic
- W. Keith Percival - 44. Changes in the approach to language
- John A. Trentman - 45. Scholasticism in the seventeenth century
- P. J. Fitzpatrick - 46. Neoscholasticism